# Le Bain de Diane (Clouet)
Pour les articles homonymes, voir Le Bain de Diane.
Le Bain de Diane est une peinture française des années 1550 attribuée à François Clouet, qui est conservée au Musée des Beaux-Arts de Rouen. Selon Eckhardt Knab, écrivant dans The Dictionary of Art, il s'agit d'un exemple de paysage allégorique qui ferait référence au mariage de François II et de Mary Stuart. La peinture de Clouet révèle des influences, mais tempère les formes corporelles maniéristes de nus de plusieurs artistes de l'école de Fontainebleau, tels que Rosso Fiorentino, Le Primatice et Nicolo dell'Abate, et son paysage reflète le travail de Giorgione et du début du Titien.